# Candaba
Candaba is een gemeente in de Filipijnse provincie Pampanga op het eiland Luzon. Bij de laatste census in 2007 had de gemeente bijna 97 duizend inwoners.

## Geografie
Candaba ligt in het laaggelegen deel van Luzon in het stroomgebied van de Pampanga. Een opvallend landschapselement is Candeba Swamp, het grootste moeras van de Filipijnen.

### Bestuurlijke indeling
Candaba is onderverdeeld in de volgende 33 barangays:
| - Bahay Pare - Bambang - Barangca - Barit - Buas - Cuayang Bugtong - Dalayap - Dulong Ilog - Gulap - Lanang - Lourdes | - Magumbali - Mandasig - Mandili - Mangga - Mapaniqui - Paligui - Pangclara - Pansinao - Paralaya - Pasig - Pescadores | - Pulong Gubat - Pulong Palazan - Salapungan - San Agustin - Santo Rosario - Tagulod - Talang - Tenejero - Vizal San Pablo - Vizal Santo Cristo - Vizal Santo Niño |

## Demografie
Candaba had bij de census van 2007 een inwoneraantal van 96.589 mensen. Dit zijn 10.523 mensen (12,2%) meer dan bij de vorige census van 2000. De gemiddelde jaarlijkse groei komt daarmee uit op 1,60%, hetgeen lager is dan het landelijk jaarlijks gemiddelde over deze periode (2,04%). Vergeleken met de census van 1995 is het aantal mensen met 19.043 (24,6%) toegenomen.

De bevolkingsdichtheid van Candaba was ten tijde van de laatste census, met 96.589 inwoners op 176,4 km², 439,6 mensen per km².